# Italienska fälttåget under andra världskriget
Italienska fälttåget under andra världskriget var de allierades operationer i och runt Italien, från 1943 till slutet av kriget i Europa. 
Förenade Allied Forces Headquarters (AFHQ) hade befäl över alla allierade landstyrkor på Medelhavsfronten. Högkvarteret planerade och ledde den allierade invasionen av Sicilien och fälttåget på det italienska fastlandet tills de tyska styrkorna i Italien kapitulerade i början av maj 1945.
Mellan september 1943 och april 1945 stupade minst 60 000 allierade och 50 000 tyska soldater i Italien. De allierades totala förluster under fälttåget uppgick till cirka 320 000, medan axelmakternas (förutom de som blev krigsfångar i och med den slutgiltiga kapitulationen) uppgick till ca 336 650.
Inget fälttåg i Medelhavsområdet och Mellanöstern kostade de allierade infanteristyrkorna mer än fälttåget i Italien när det kommer till stupade och sårade.
De självständiga staterna San Marino och Vatikanstaten, båda omgivna av italienskt territorium, drabbades också under fälttåget.

## Bakgrund
Kungariket Italiens ledare Benito Mussolini gick opportunistiskt med i andra världskriget 10 juni 1940, då det såg ut som om kriget snart skulle vara över i och med de tyska framgångarna i slaget om Frankrike. Han hoppades utöka Italiens kolonier på de allierades bekostnad. 
Italiens krig med de allierade gick dock inte som Mussolini tänkt. Storbritannien höll ut under den tyska Blitzen och ubåtskrig i Atlanten och kunde även slå tillbaka de italienska styrkorna i Öst- och Nordafrika. Kolonierna i Östafrika gick förlorade, men i Nordafrika satte tyskarna in Afrikakåren för att hindra ett italienskt nederlag. Striderna böljade därefter fram och tillbaka fram till att slaget vid el-Alamein slutade med allierad seger 4 november 1942. 8 november 1942 landsteg amerikanska styrkor i de Vichyfranska kolonierna Algeriet och Marocko och inneslöt därmed axelmakternas styrkor i Nordafrika. De italienska och tyska styrkorna retirerade till Tunisien där de besegrades under fälttåget i Tunisien 13 maj 1943.

## Förlopp
Fälttåget inleddes med amfibieinvasionen av Sicilien natten mellan 9 och 10 juli 1943. De italienska förbanden var i dåligt skick, så huvudbördan för försvaret axlades av den tyska 14. pansarkåren. De allierade lyckades erövra ön på sex veckor, men tyskarna lyckades dra tillbaka merparten av sina trupper till den italienska halvön. 
De ständiga motgångarna för Italien i kriget, med den allierade invasionen av Sicilien som brytningspunkt, ledde 25 juli 1943 till att Mussolini avsattes i oblodig statskupp. Den nya regeringen under premiärminister Pietro Badoglio påbörjade hemliga förhandlingar med de allierade om vapenvila. Förhandlingarna drog ut på tiden, och tyskarna var väl medvetna om vad som försiggick vilket ledde till att de hade gott om tid att stärka sina styrkor i Italien i väntan på landets avhopp från axelmakterna. 
3 september 1943 blev överenskommelsen om vapenvilan färdig och samma dag landsteg de allierade i Italien i Reggio di Calabria på den italienska halvöns "tå". Landstigningen mötte inte mycket motstånd från de demoraliserade italienska försvararna. Tyskarna hade från och med 3 september satt igång avväpningen av de italienska styrkorna. Vapenvilan mellan Italien och de allierade styrkorna utlystes inte offentligt förrän 8 september. Otydliga instruktioner från Badoglio gällande hur den italienska krigsmakten skulle bete sig bidrog till förvirring och att dess motstånd mot tyskarna vart ineffektivt. (Vapenvilan ledde till att tyskarna också måste ta över de italienska ockupationszonerna på Balkanhalvön och i Frankrike.)
12 september befriades Mussolini ur italienska fångenskap av tyska specialstyrkor. 23 september inrättades han som ledare för den av tyskarna skapade marionettstaten Italienska sociala republiken som skulle fortsätta kampen mot de allierade. 
Italien splittrades i tre fraktioner: kungadömet Italien i söder, italienska sociala republiken i norr och den italienska motståndsrörelsen som verkade i norr (vilken bestod av olika politiska grupperingar men kommunisterna var den största enskilda av dessa). I norra Italiens inleddes ett blodigt inbördes- och motståndskrig mot de tyska ockupationstrupperna och de italienska styrkorna som var lojala mot Mussolini.
De allierade lyckades erövra södra Italien trots visst tyskt motstånd. Den tyska befälhavaren i Italien, Albert Kesselring anlade en serie befästa linjer söder om Rom som hindrade den allierade framryckningen. I försvaret hade han hjälp av den bergiga terrängen som till viss del uppvägde det allierade övertaget i mekaniserade styrkor. 
Vid Gustavlinjen hejdades de allierade från den 17 januari 1944. I en serie slag om Monte Cassino försökte de bryta igenom försvarslinjen. 21 januari landsteg brittisk-amerikanska styrkor vid Anzio i ett försök att kringå Gustavlinjen. De lyckades etablera ett brohuvud men utbrytningen därifrån dröjde till maj; ungefär samtidigt bräckte de allierade Gustavlinjen vid Monte Cassino. Planen var att inringa de tyska styrkorna genom att genskjuta dem från Anzio men befälhavaren för de amerikanska styrkorna i brohuvudet, Mark Clark, bestämde sig för att istället vika av mot Rom. Detta ledd till att huvuddelen av de tyska styrkorna undkom inringningen, men Clark kunde marschera in i Rom 5 juni 1944 utan att möta motstånd eftersom tyskarna evakuerade staden utan strid. (Nyheten om Roms fall överskuggades av landstigningen i Normandie dagen efter.) 
De allierade kunde avancera upp för den italienska halvön tills de mötte tyskarnas sista huvudförsvarslinje i norra Italien: Gotiska linjen. Striderna om linjen pågick 25 augusti 1944 – 17 december 1944 men inget avgörande kunde fällas innan vintervädret gjorde fortsatta offensiver omöjliga. Det italienska fälttåget avslutades inte förrän våroffensiven i Italien 1945 tvingade de tyska styrkorna till kapitulation 2 maj 1945. 25 april satte den italienska motståndsrörelsen igång ett allmänt uppror mot ockupationsmakten (vilket firas som befrielsedagen i Italien) och 27 april infångade de Mussolini som de avrättade nästa dag.